# Chapter 19: The Convert
"Chapter 19: The Convert" es el tercer episodio de la tercera temporada de la serie de televisión estadounidense The Mandalorian. Fue escrito por Noah Kloor y el showrunner Jon Favreau y dirigido por Lee Isaac Chung. Fue lanzado en Disney+ el 15 de marzo de 2023.

## Trama
Después de que Djarin se recupera tras hundirse en las Aguas Vivientes, él y Bo-Katan parten de Mandalore, aunque Bo-Katan le oculta la existencia del mitosaurio. Al regresar a Kalevala, son atacados por escuadrones TIE imperiales, que destruyen la casa de Bo-Katan y se ven obligados a retirarse al enclave secreto mandaloriano. Djarin le presenta a la Armera una muestra de las Aguas Vivientes como prueba de su redención, y debido a que ella también se ha bañado en las Aguas, Bo-Katan también es bienvenida al enclave. 
En Coruscant, el Dr. Penn Pershing recibe un indulto de la Nueva República y realiza una ponencia donde explica más sobre su anterior investigación sobre clonación y su deseo de enmendar sus actos. Pero al regresar a su vivienda, en un complejo de imperiales indultados, se sorprende al encontrar a Elia Kane, la antigua oficial de comunicaciones de Moff Gideon entre los beneficiarios del programa. Al ver que Pershing se frustra por sentir que la República no requiere de sus servicios, Kane comienza a persuadir a Pershing en sus esfuerzos por continuar con su investigación de clonación de forma independiente, que ha sido prohibida por la República. Para ello, se escabullen a bordo de un Destructor Estelar fuera de servicio para robar los materiales necesarios, pero son descubiertos por oficiales de la República; Kane traiciona a Pershing, mandándolo a arresto y luego sabotea en secreto el procedimiento de limpieza mental que se usa con él.

## Producción

### Desarrollo
El episodio fue dirigido por Lee Isaac Chung, a partir de un guion de Noah Kloor y el creador de la serie Jon Favreau.

### Casting
El elenco coprotagonista de este episodio regresó de episodios anteriores, incluidos Omid Abtahi como Penn Pershing, Katy O'Brian como Elia Kane, Emily Swallow como The Armorer y Tait Fletcher (set) y Jon Favreau (voz) como Paz Vizsla. The Mandalorian es representado físicamente por los dobles de acción Brendan Wayne y Lateef Crowder, y Wayne y Crowder reciben crédito como coprotagonistas por tercera vez en el episodio. Pedro Pascal y Katee Sackhoff interpretan Din Djarin / The Mandalorian y Bo-Katan Kryze, respectivamente.

### Música
Joseph Shirley compuso la partitura musical del episodio, reemplazando a Ludwig Göransson.

## Recepción
En Rotten Tomatoes, el episodio tiene una puntuación del 82% según las reseñas de 17 críticos, con una puntuación media de 7,2/10. El consenso de los críticos del sitio web dice: "Si bien la incursión de The Mandalorian en la ambigüedad moral se siente algo fuera de lugar, la interpretación comprensiva de Omid Abtahi atraerá a muchos a "The Convert".